# Giovanni Piccolomini
Giovanni Piccolomini (né le 9 octobre 1475 à Sienne, en Toscane et mort à Sienne le 21 octobre 1537) est un cardinal italien du XVIe siècle.
Il est un petit-neveu du pape Pie II et un neveu du pape Pie III. D'autres cardinaux de  la famille sont Celio Piccolomini (1664), Enea Silvio Piccolomini (1766) et  Giacomo Piccolomini (1844).

## Biographie
Giovanni Piccolomini est élu archevêque de Sienne en 1503. Il participe au cinquième concile du Latran et est abbé commendataire de San Galgano, légat apostolique à la république de Sienne. Le pape Léon X le crée cardinal lors du consistoire du 1er juillet 1517. Le cardinal Piccolomini est camerlingue du Sacré Collège en 1521-1523. De 1524 à 1531 il est administrateur du diocèse d'Umbriatico. Pendant le sac de Rome (1527), il est maltraité complètement dénudé par les troupes.
Le cardinal Piccolomini  est nommé évêque de Sion en  1522  et administrateur de l'archidiocèse de L'Aquila en 1523. Il  participe au conclave de 1520-1521 lors duquel Adrien VI est élu et au conclaves de 1523 (élection de Clément VII) et de 1534 (élection de Paul III). Il est aussi vice-doyen du Collège des cardinaux et doyen du Collège des cardinaux. Piccolomini est connu comme bienfaiteur et protecteur des intellectuels et artistes.